# Шаднак
Шаднак (фр. Chadenac) насеље је и општина у западној Француској у региону Поату-Шарант, у департману Приморски Шарант која припада префектури Сент.
По подацима из 2011. године у општини је живело 400 становника, а густина насељености је износила 28,35 становника/km². Општина се простире на површини од 14,11 km². Налази се на средњој надморској висини од 50 метара (максималној 112 m, а минималној 32 m).

## Демографија
| 1962. | 1968. | 1975. | 1982. | 1990. | 1999. | 2011. |
| ----- | ----- | ----- | ----- | ----- | ----- | ----- |
| 514   | 531   | 473   | 429   | 424   | 425   | 400   |

График промене броја становника у току последњих година